# پیتالیتو
پیتالیتو (به اسپانیایی: Pitalito) یک سکونتگاه مسکونی در کلمبیا است که در بخش هویلا واقع شده‌است.

## خصوصیات
پیتالیتو ۱۱۸٬۶۷۷ نفر جمعیت دارد و ۱٬۳۱۸ متر بالاتر از سطح دریا واقع شده‌است.